# Ольховка (приток Улса)
Ольховка — река в России, протекает в Красновишерском районе Пермского края. Устье реки находится в 63 км по левому берегу реки Улс. Длина реки составляет 18 км.
Берёт начало в горах Северного Урала на северо-западных склонах горы Козмер (810 м НУМ). Течёт на север, всё течение проходит по ненаселённой местности, среди гор и холмов, покрытых тайгой. Характер течения — горный. Приток — Ольховская Рассоха (левый).

## Данные водного реестра
По данным государственного водного реестра России относится к Камскому бассейновому округу, водохозяйственный участок реки — Кама от водомерного поста у села Бондюг до города Березники, речной подбассейн реки — бассейны притоков Камы до впадения Белой. Речной бассейн реки — Кама.
По данным геоинформационной системы водохозяйственного районирования территории РФ, подготовленной Федеральным агентством водных ресурсов:
- Код водного объекта в государственном водном реестре — 10010100212111100004433
- Код по гидрологической изученности (ГИ) — 111100443
- Код бассейна — 10.01.01.002
- Номер тома по ГИ — 11
- Выпуск по ГИ — 1